# Sierra Vista, Arizona
Sierra Vista je grad u američkoj saveznoj državi Arizona. Prema popisu stanovništva iz 2010. u njemu je živjelo 43,888 stanovnika.